# Agostino Superbo
Agostino Superbo (* 7. Februar 1940 in Minervino Murge, Provinz Barletta-Andria-Trani, Italien) ist ein römisch-katholischer Geistlicher und emeritierter Erzbischof von Potenza-Muro Lucano-Marsico Nuovo.

## Leben
Agostino Superbo empfing am 29. Juni 1963 die Priesterweihe. 1985 wurde er Regens des Päpstlichen Regional-Priesterseminars Pio XI in Molfetta, nachdem er dieselbe Tätigkeit zuvor seit 1971 am Priesterseminar im Bistum Andria ausgeübt hatte. Papst Paul VI. verlieh Superbo 1977 den Titel Kaplan Seiner Heiligkeit.
Papst Johannes Paul II. ernannte ihn am 18. Mai 1991 zum Bischof von Sessa Aurunca. Die Bischofsweihe spendete ihm der Erzbischof von Neapel, Michele Kardinal Giordano, am 29. Juni desselben Jahres; Mitkonsekratoren waren Andrea Mariano Magrassi OSB, Erzbischof von Bari-Bitonto, und Raffaele Calabro, Bischof von Andria. Sein Wahlspruch Sub tuum praesidium („Unter deinen Schutz und Schirm“) entstammt der gleichnamigen Marianischen Antiphon.
Am 19. November 1994 ernannte ihn Papst Johannes Paul II. zum Bischof von Altamura-Gravina-Acquaviva delle Fonti und am 15. Mai 1996 zum Generalassistenten der Katholischen Aktion in Italien. Deshalb bot er dem Papst den Verzicht auf seinen Bischofsstuhl an, den Johannes Paul II am 6. August 1997 annahm. Am 9. Januar 2001 wurde Superbo zum Erzbischof von Potenza-Muro Lucano-Marsico Nuovo ernannt. Die feierliche Amtseinführung (Inthronisation) fand am 25. März desselben Jahres statt. Von Mai 2007 bis Mai 2012 war Erzbischof Superbo Vizepräsident der Italienischen Bischofskonferenz, zuvor gehörte er bereits dem Ständigen Rat der Bischofskonferenz an.
Papst Franziskus nahm am 5. Oktober 2015 seinen altersbedingten Rücktritt an.